# 전주시의 행정 구역
전주시의 행정 구역은 2구 35행정동 83법정동으로 구성되어 있고, 완산구는 19행정동 46법정동, 덕진구는 15행정동 37법정동이다. 전주시의 면적은 205.53 km2이고, 인구는 2018년 12월 말 주민등록 기준으로 65만 1091명, 26만 6541가구이다.

## 행정 구역

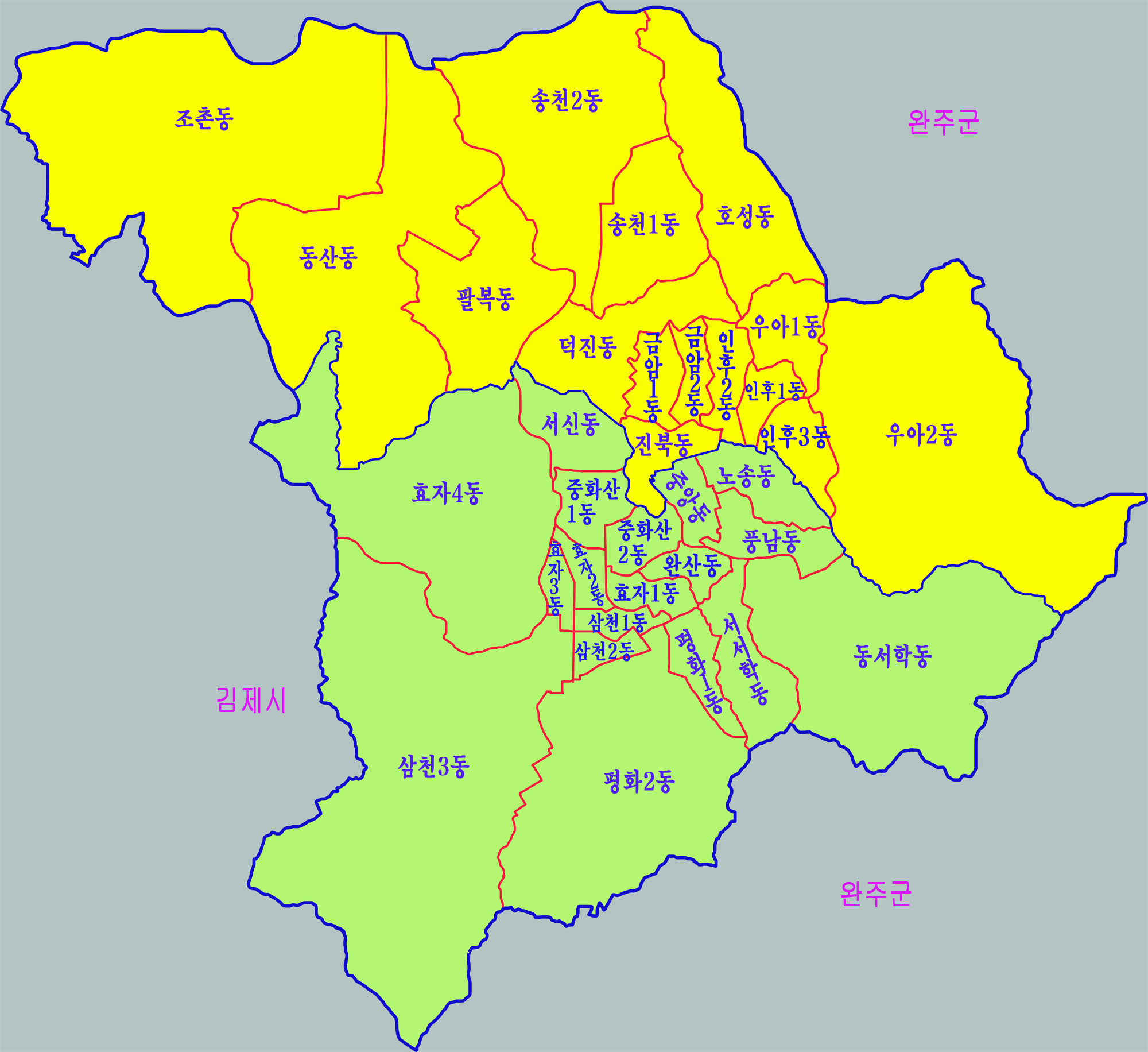
전주시의 행정 구역

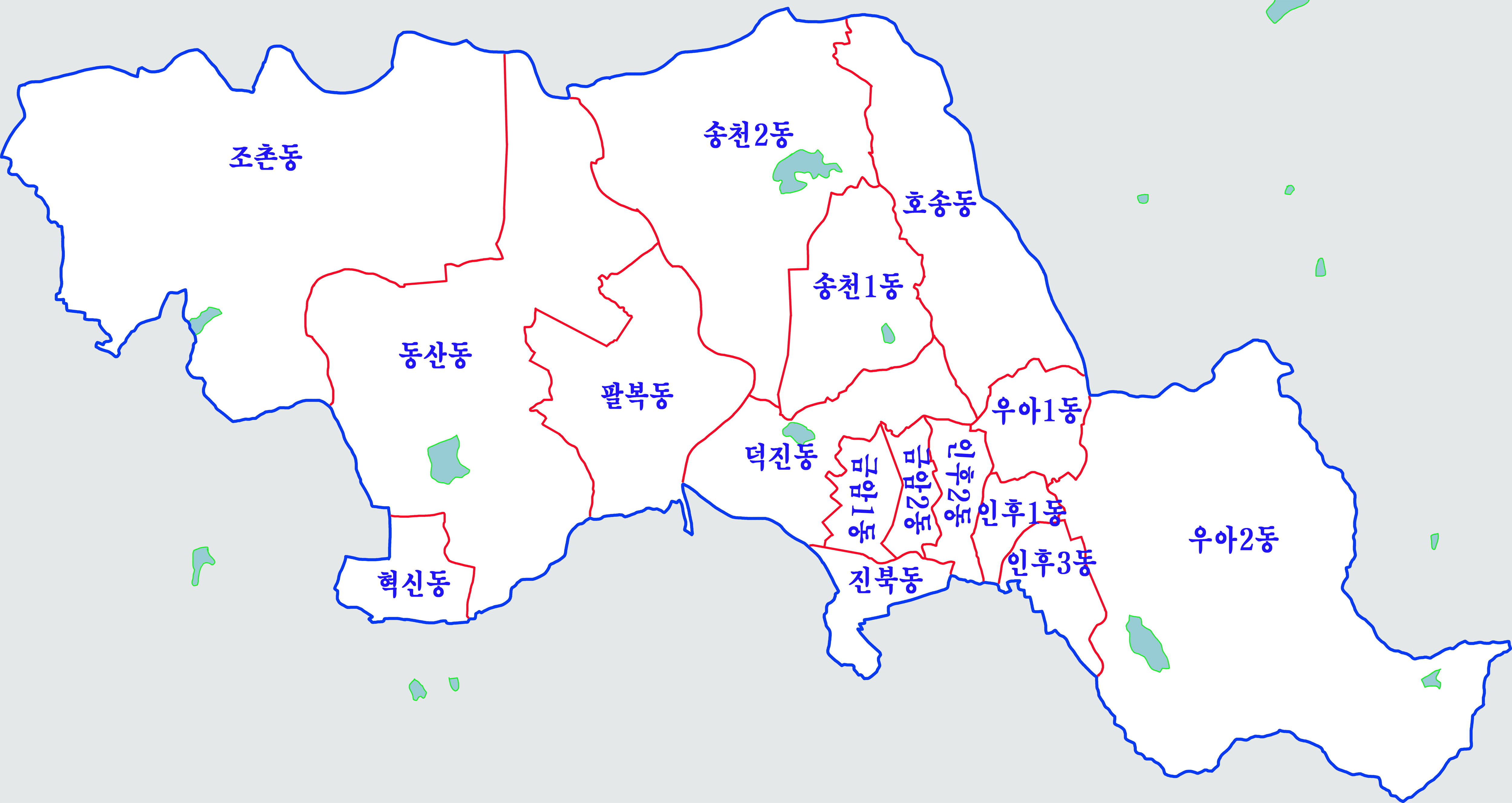
전주시 덕진구의 행정동

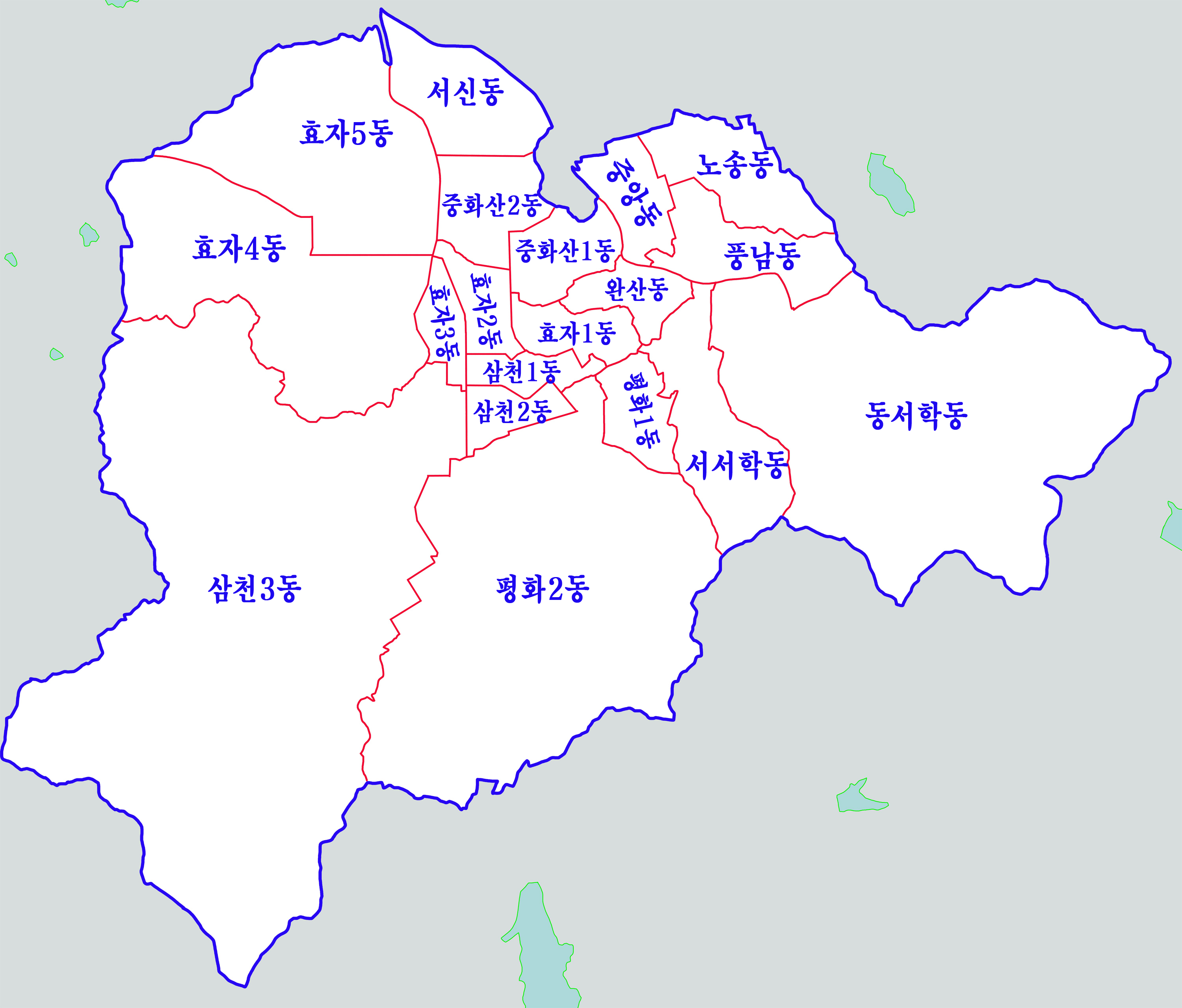
전주시 완산구의 행정동

| 행정구 | 한자   | 면적 (km2) | 인구    | 세대    |
| ------ | ------ | ---------- | ------- | ------- |
| 완산구 | 完山區 | 92.59      | 345,065 | 142,949 |
| 덕진구 | 德津區 | 112.94     | 306,026 | 123,592 |
| 전주시 | 全州市 | 205.53     | 651,091 | 266,541 |

* 인구·세대는 2018년 12월 말 주민등록 기준, 면적은 2016년 기준

### 덕진구
| 행정동  | 한자    | 면적 (km2) | 인구    | 세대    |
| ------- | ------- | ---------- | ------- | ------- |
| 진북동  | 鎭北洞  | 1.71       | 15,428  | 6,965   |
| 인후1동 | 麟後1洞 | 1.29       | 19,521  | 7,349   |
| 인후2동 | 麟後2洞 | 1.32       | 12,317  | 5,843   |
| 인후3동 | 麟後3洞 | 1.68       | 33,344  | 13,723  |
| 덕진동  | 德津洞  | 4.78       | 21,285  | 9,535   |
| 금암동  | 金岩洞  | 2.50       | 18,439  | 9,748   |
| 팔복동  | 八福洞  | 7.38       | 8,547   | 4,332   |
| 우아1동 | 牛牙1洞 | 1.44       | 8,831   | 4,219   |
| 우아2동 | 牛牙2洞 | 22.91      | 15,491  | 7,394   |
| 호성동  | 湖城洞  | 7.64       | 21,926  | 7,912   |
| 송천1동 | 松川1洞 | 4.79       | 50,423  | 17,081  |
| 송천2동 | 松川2洞 | 12.14      | 27,482  | 9,832   |
| 조촌동  | 助村洞  | 24.28      | 10,884  | 4,794   |
| 여의동  | 如意洞  | 15.71      | 24,469  | 9,534   |
| 혁신동  | 革新洞  | 3.37       | 17,639  | 5,331   |
| 덕진구  | 德津區  | 112.94     | 306,026 | 123,592 |

* 인구·세대는 2018년 12월 말 주민등록 기준, 면적은 2016년 기준

### 완산구
| 행정동    | 한자      | 면적 (km2) | 인구    | 세대    |
| --------- | --------- | ---------- | ------- | ------- |
| 중앙동    | 中央洞    | 1.35       | 8,076   | 3,986   |
| 풍남동    | 豊南洞    | 2.05       | 4,739   | 2,627   |
| 노송동    | 老松洞    | 2.09       | 13,519  | 6,526   |
| 완산동    | 完山洞    | 0.99       | 5,283   | 2,658   |
| 동서학동  | 東捿鶴洞  | 15.23      | 6,977   | 3,226   |
| 서서학동  | 西捿鶴洞  | 2.97       | 9,491   | 4,440   |
| 중화산1동 | 中華山1洞 | 1.22       | 15,612  | 6,270   |
| 중화산2동 | 中華山2洞 | 1.72       | 20,200  | 8,483   |
| 서신동    | 西新洞    | 2.39       | 41,533  | 16,091  |
| 평화1동   | 平和1洞   | 1.49       | 13,430  | 6,847   |
| 평화2동   | 平和2洞   | 15.64      | 46,688  | 17,566  |
| 삼천1동   | 三川1洞   | 1.27       | 14,046  | 5,671   |
| 삼천2동   | 三川2洞   | 0.95       | 15,107  | 6,137   |
| 삼천3동   | 三川3洞   | 26.60      | 23,900  | 8,883   |
| 효자1동   | 孝子1洞   | 1.02       | 12,256  | 5,083   |
| 효자2동   | 孝子2洞   | 0.84       | 11,251  | 4,650   |
| 효자3동   | 孝子3洞   | 0.79       | 16,037  | 5,864   |
| 효자4동   | 孝子4洞   | 7.71       | 28,612  | 11,577  |
| 효자5동   | 孝子5洞   | 6.27       | 38,308  | 16,364  |
| 완산구    | 完山區    | 92.59      | 345,065 | 142,949 |

* 인구·세대는 2018년 12월 말 주민등록 기준, 면적은 2016년 기준

## 법정동
| 구     | 행정동    | 법정동 |
| ------ | --------- | --- |
| 덕진구 | 진북동    | 진북동(鎭北洞) |
| 덕진구 | 인후1동   | 인후동1가(麟後洞1街) (일부) |
| 덕진구 | 인후2동   | 인후동1가(麟後洞1街) (일부), 인후동2가(麟後洞2街) |
| 덕진구 | 인후3동   | 인후동1가(麟後洞1街) (일부) |
| 덕진구 | 덕진동    | 덕진동1가(德津洞1街), 덕진동2가(德津洞2街) |
| 덕진구 | 금암동    | 금암동(金岩洞) |
| 덕진구 | 팔복동    | 팔복동1가(八福洞1街), 팔복동2가(八福洞2街), 팔복동3가(八福洞3街), 팔복동4가(八福洞4街) |
| 덕진구 | 우아1동   | 우아동3가(牛牙洞3街) (일부) |
| 덕진구 | 우아2동   | 우아동1가(牛牙洞1街), 우아동2가(牛牙洞2街), 우아동3가(牛牙洞3街) (일부), 금상동(今上洞), 산정동(山亭洞) |
| 덕진구 | 호성동    | 호성동1가(湖城洞1街), 호성동2가(湖城洞2街), 호성동3가(牛牙洞3街) |
| 덕진구 | 송천1동   | 송천동1가(松川洞1街) (일부), 송천동2가(松川洞2街) (일부) |
| 덕진구 | 송천2동   | 송천동1가(松川洞1街) (일부), 송천동2가(松川洞2街) (일부), 전미동1가(全美洞1街), 전미동2가(全美洞2街) |
| 덕진구 | 조촌동    | 강흥동(江興洞), 남정동(南井洞), 도덕동(道德洞), 도도동(道道洞), 반월동(半月洞), 성덕동(聖德洞), 용정동(龍程洞), 원동(院洞), 화전동(花田洞)                                                                     |
| 덕진구 | 여의동    | 고랑동(古浪洞), 여의동(如意洞), 여의동2가(如意洞2街), 장동(長洞) (일부) |
| 덕진구 | 혁신동    | 만성동(萬成洞), 중동(中洞), 장동(長洞) (일부) |
| 완산구 | 중앙동    | 고사동(高士洞), 다가동1가(多佳洞1街), 다가동2가(多佳洞2街), 다가동3가(多佳洞3街), 다가동4가(多佳洞4街), 중앙동1가(中央洞1街), 중앙동2가(中央洞2街), 중앙동3가(中央洞3街), 중앙동4가(中央洞4街), 태평동(太平洞) |
| 완산구 | 풍남동    | 경원동1가(慶園洞1街), 경원동2가(慶園洞2街), 경원동3가(慶園洞3街), 교동(校洞), 전동(殿洞), 전동3가(殿洞3街), 풍남동1가(豊南洞1街), 풍남동2가(豊南洞2街), 풍남동3가(豊南洞3街)                                   |
| 완산구 | 노송동    | 남노송동(南老松洞), 서노송동(西老松洞), 중노송동(中老松洞) |
| 완산구 | 완산동    | 동완산동(東完山洞), 서완산동1가(西完山洞1街), 서완산동2가(西完山洞2街) |
| 완산구 | 동서학동  | 대성동(大聖洞), 동서학동(東捿鶴洞), 색장동(色長洞) |
| 완산구 | 서서학동  | 서서학동(西捿鶴洞) |
| 완산구 | 중화산1동 | 중화산동1가(中華山洞1街), 중화산동2가(中華山洞2街) (일부) |
| 완산구 | 중화산2동 | 중화산동2가(中華山洞2街) (일부) |
| 완산구 | 서신동    | 서신동(西新洞) |
| 완산구 | 평화1동   | 평화동1가(平和洞1街) (일부) |
| 완산구 | 평화2동   | 평화동1가(平和洞1街) (일부), 평화동2가(平和洞2街), 평화동3가(平和洞3街), 석구동(石九洞), 원당동(院堂洞) |
| 완산구 | 삼천1동   | 삼천동1가(三川洞1街) (일부) |
| 완산구 | 삼천2동   | 삼천동1가(三川洞1街) (일부) |
| 완산구 | 삼천3동   | 삼천동1가(三川洞1街) (일부), 삼천동2가(三川洞2街), 삼천동3가(三川洞3街), 용복동(龍福洞), 중인동(中仁洞) |
| 완산구 | 효자1동   | 효자동1가(孝子洞1街) |
| 완산구 | 효자2동   | 효자동1가(孝子洞1街) |
| 완산구 | 효자3동   | 효자동1가(孝子洞1街) |
| 완산구 | 효자4동   | 상림동(上林洞), 효자동2가(孝子洞2街), 효자동3가(孝子洞3街) |
| 완산구 | 효자5동   | 상림동(上林洞), 효자동2가(孝子洞2街), 효자동3가(孝子洞3街) |

## 역사

### 조선시대
- 1392년 : 전주 유수부가 설치되었다. (1403년 전주부로 개칭됨)
- 1895년 6월 23일(음력 윤5월 1일) : 전주부 전주군[3]
- 1896년 8월 4일 : 새로 설치된 전라북도의 수부(首部)가 전주에 설치되었다.[4]

### 1900년 이후

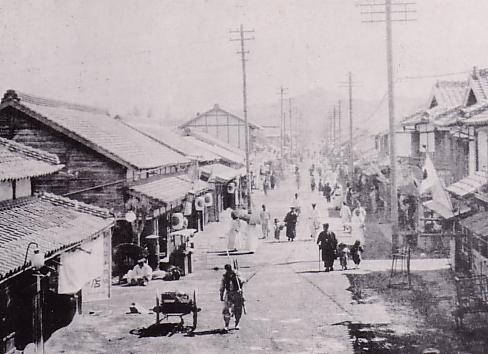
일제시대의 전주부 다이쇼 정(大正町, 현재의 중앙동)

- 1914년 4월 1일 : 고산군을 통합하여 전주군으로 개편하였다.[5]
- 1930년 7월 1일 : 전주군 이동면(伊東面) 노송리, 화산리, 상생리 등이 전주면에 편입되었다.[6]

| 도령 제12호                                       |             |
| 구 행정구역                                       | 신 행정구역 |
| 전주군 이동면 노송리, 화산리, 상생리, 검암리 일부 | 전주면 일부 |
| 난전면 석불리 일부                                | 전주면 일부 |
| 상관면 대성리 일부                                | 전주면 일부 |
- 1931년 4월 1일 : 전주면이 전주읍으로 승격하였다.[7]
- 1935년 10월 1일 : 전주군 전주읍이 전주부로 승격·분리되고, 전주군은 완주군으로 개칭되었다.[8]
- 1940년 11월 1일 : 완주군 이동면(홍산리 제외)과 조촌면 상가리 등이 전주부에 편입되었다.[9]

| 조선총독부령 제220호                         |             |
| 구 행정구역                                  | 신 행정구역 |
| 완주군 이동면 검암리, 인후리, 중산리, 서신리 | 전주부 일부 |
| 조촌면 상가리                                | 전주부 일부 |
| 우전면 석불리 일부                           | 전주부 일부 |
- 1946년 7월 10일 : 일본식 동·정(町)명을 개정하였다.

| 구 행정구역 | 신 행정구역 |
| --- | --- |
| 전주부 대정정1~7정목 | 망성동(望城洞), 선북동(宣北洞), 중앙동, 문화동(文化洞), 경동(慶洞), 동인동(東仁洞), 관선동(觀善洞)                                                           |
| 전주부 본정1~4정목 | 남계동(南溪洞), 청석동(靑石洞), 서인동(西仁洞), 대동(大洞)                                                                                                   |
| 전주부 팔달정, 대화정, 풍남정, 고사정, 화원정, 다가정, 청수정, 완산정, 서정(曙町), 상생정(相生町), 노송정, 소화정, 화산정, 중산정, 검암정, 서신정, 덕진정, 인후정 | 종동(鐘洞), 전동(殿洞), 풍남동, 고사동, 화원동(花園洞), 다가동, 교동, 완산동, 서학동, 태평동, 노송동, 진북동, 화산동, 중산동, 금암동, 서신동, 덕진동, 인후동 |
- 1949년 8월 15일 : 전주부가 전주시로 개칭하였다.[10]
- 1957년 11월 6일 : 완주군 초포면(하리, 상운리 제외)·우전면(용복리, 중인리, 원당리, 석구리 제외)과 조촌면·용진면·상관면 일부가 전주시에 편입되었다.[11]

| 법률 제453호 시·군행정구역변경에관한법률                                      |             |
| 구 행정구역                                                                   | 신 행정구역 |
| 초포면 우방리, 신성리, 봉암리, 송전리, 전당리, 미산리                         | 전주시 일부 |
| 우전면 송정리, 효자리, 홍산리, 태평리, 계용리, 안산리, 석불리, 장천리, 문정리 | 전주시 일부 |
| 조촌면 오송리, 시천리, 동곡리, 동산리 일부, 여의리 일부                       | 전주시 일부 |
| 용진면 아중리, 산정리 일부                                                    | 전주시 일부 |
| 상관면 대성리 일부                                                            | 전주시 일부 |
- 1957년 12월 12일 : 일부 동명을 개정하였다.[12]

| 구 행정구역 | 신 행정구역 |
| --- | --- |
| 전주시 망성동, 선북동, 중앙동, 종동, 청석동, 다가동, 서인동, 대동 | 중앙동1가, 중앙동2가, 중앙동3가, 중앙동4가, 다가동1가, 다가동2가, 다가동3가, 다가동4가 |
| 전주시 문화동, 경동, 화원동, 동인동, 관선동, 풍남동, 남전동, 북전동, 남계동 | 경원동1가, 경원동2가, 경원동3가, 풍남동1가, 풍남동2가, 풍남동3가, 전동1가, 전동2가, 전동3가 |
| 전주시 남고사동, 북고사동, 동교동, 서교동, 동태평동, 서태평동, 동노송동, 중노송동, 동완산동, 중완산동, 서완산동, 남화산동, 북화산동, 중산동, 인후동, 동금암동, 덕진동·서금암동, 북금암동, 남금암동 | 고사동1가, 고사동2가, 교동1가, 교동2가, 태평동1가, 태평동2가, 중노송동1가, 중노송동2가, 동완산동1가, 동완산동2가, 서완산동1가, 서완산동2가, 중화산동1가, 중화산동2가, 인후동1가, 인후동2가, 덕진동1가, 덕진동2가, 금암동 |
| 전주시 동서학동·산성동 | 동서학동1·2가 |
| 전주시 행정동 제도 실시 전후 행정구역      |                      |
| 구 행정구역 (법정동)                       | 신 행정구역 (행정동) |
| 중앙동1가, 중앙동2가, 중앙동3가, 중앙동4가 | 전주시 중앙동        |
| 경원동1가, 경원동2가, 경원동3가            | 전주시 경원동        |
| 풍남동1가, 풍남동2가, 풍남동3가            | 전주시 풍남동        |
| 전동1가, 전동2가, 전동3가                  | 전주시 전동          |
| 다가동1가, 다가동2가, 다가동3가, 다가동4가 | 전주시 다가동        |
| 고사동1가, 고사동2가                       | 전주시 고사동        |
| 교동1가, 교동2가                           | 전주시 교동          |
| 태평동1가                                  | 전주시 태평1가동     |
| 태평동2가                                  | 전주시 태평2가동     |
| 중노송동1가, 중노송동2가                   | 전주시 중노송동      |
| 서노송동                                   | 전주시 서노송동      |
| 남노송동                                   | 전주시 남노송동      |
| 동완산동1가, 동완산동2가                   | 전주시 동완산동      |
| 서완산동1가, 서완산동2가                   | 전주시 서완산동      |
| 동서학동1가, 동서학동2가                   | 전주시 동서학동      |
| 서서학동                                   | 전주시 서서학동      |
| 중화산동1가, 중화산동2가                   | 전주시 중화산동      |
| 진북동                                     | 전주시 진북동        |
| 금암동                                     | 전주시 금암동        |
| 인후동1가, 인후동2가                       | 전주시 인후동        |
| 덕진동1가, 덕진동2가                       | 전주시 덕진동        |
| 서신동                                     | 전주시 서신동        |
| 우아동1가, 우아동2가, 우아동3가            | 전주시 우아동        |
| 호성동1가, 호성동2가, 호성동3가            | 전주시 호성동        |
| 전미동1가, 전미동2가                       | 전주시 전미동        |
| 평화동1가, 평화동2가, 평화동3가            | 전주시 평화동        |
| 삼천동1가, 삼천동2가, 삼천동3가            | 전주시 삼천동        |
| 효자동1가, 효자동2가, 효자동3가            | 전주시 효자동        |
| 팔복동1가, 팔복동2가, 팔복동3가            | 전주시 팔복동        |
| 송천동1가,송천동2가                        | 전주시 송천동        |
- 1970년 7월 1일 : 중노송동을 중노송1가동·중노송2가동으로, 인후동을 인후1동·인후2동으로 분동하고, 태평1가동·태평2가동을 각각 태평1·2동으로 개칭하였다.(32행정동)
- 1973년 7월 1일 : 완주군 용진면 산정리 일부가 우아동에 편입되었다. 또 진북동을 진북1·2동으로 분동하였다.(33행정동)[13]
- 1983년 2월 15일 : 완주군 상관면 대성리, 색장리와 용진면 산정리 일부가 전주시에 편입되었다. 상관면 대성리·색장리를 관할로 행정동 남고동(南固洞)이 설치되었다.(34행정동)[14]
- 1983년 10월 1일 : 금암동이 금암1·2동으로, 인후1동이 인후1동, 인후3동으로 분동되었다.(36행정동)
- 1987년 1월 1일 : 완주군 조촌읍이 전주시에 편입되어 조촌동·동산동으로 분리되었다.(38행정동)[15]
- 1988년 7월 1일 : 완산출장소와 덕진출장소가 설치되었다.(2출장소 38행정동)[16]
- 1989년 1월 1일 : 완주군 용진면 산정리, 금상리와 구이면 용복리, 중인리, 원당리, 석구리가 전주시에 편입되었다.[17]
- 1989년 5월 1일 : 완산출장소와 덕진출장소가 완산구, 덕진구로 승격하였다.[18]
- 1990년 7월 1일 : 효자동을 효자1·2동으로 분동하였다.(2구 39행정동)
- 1990년 8월 1일 : 완주군 이서면 상림리, 중리가 전주시 효자2동에 편입되었다.
- 1992년 5월 1일 : 효자2동이 효자2동, 효자3동으로 분동되었다.(2구 40행정동)
- 1994년 8월 8일 : 중노송1가동, 중노송2가동을 중노송1·2동으로 개칭하고, 삼천동을 삼천1·2동으로 분동되었다.(2구 41행정동)
- 1994년 12월 1일 : 동산동의 법정동인 고랑동 일부가 팔복동으로 편입되었고, 편입 지역에 팔복동4가가 신설되었다.
- 1994년 12월 26일 : 김제군 백구면 도덕리, 강흥리, 도도리와 용지면 남정리가 전주시 조촌동에 편입되었다.[19]
- 1995년 4월 20일 : 완산구에 효자출장소가 설치되었다.
- 1996년 2월 26일 : 평화동을 평화1·2동으로 분동되었다.(2구 1출장소 42행정동)
- 1996년 3월 4일 : 동완산동 일부가 서서학동으로 편입되었다.
- 1996년 9월 1일 : 완산구 중앙동·고사동·다가동을 중앙동으로, 경원동·풍남동·전동을 풍남동으로, 태평1·2동을 태평동으로 합동하고, 완산구 중화산동을 중화산1·2동으로, 효자3동을 효자3·4동으로, 삼천2동을 삼천2동, 삼천3동으로, 덕진구 우아동을 우아1·2동으로, 송천동을 송천1·2동으로 분동하였다.(2구 1출장소 42행정동)
- 1996년 9월 2일 : 완산구 평화1동 일부가 서서학동으로, 덕진구 진북1동 일부가 금암2동으로, 금암1동 일부를 덕진동으로, 우아2동 일부를 인후3동으로 편입하였다.
- 1998년 8월 1일 : 효자출장소가 폐지되었다. 또 남고동을 동서학동으로, 전미동을 송천2동으로 합동하였다.(2구 40행정동)
- 2005년 8월 1일 : 완산구 중앙동·태평동을 중앙동으로, 중노송1동·중노송2동·남노송동·서노송동(덕진구)을 노송동으로, 풍남동·교동을 풍남동으로, 동완산동·서완산동을 완산동으로, 덕진구 진북1·2동을 진북동으로 합동하였다.(2구 33행정동)
- 2018년 7월 1일: 효자4동이 효자4동, 효자5동으로 분동되고, 덕진구에 혁신동이 신설되며 완산구 중동이 편입되었다.(2구 35행정동)

| 행정구역       | 행정구역       | 법정구역                                       |
| 기존           | 개정 후        | 법정구역                                       |
| -------------- | -------------- | ---------------------------------------------- |
| 완산구 효자4동 | 완산구 효자4동 | 효자동2가, 효자동3가, 상림동                   |
| 완산구 효자4동 | 완산구 효자5동 | 효자동2가, 효자동3가, 상림동                   |
| 완산구 효자4동 | 덕진구 혁신동  | 중동                                           |
| 덕진구 동산동  | 덕진구 혁신동  | 장동 일부, 만성동 일부                         |
| 덕진구 동산동  | 덕진구 동산동  | 동산동, 여의동, 고랑동, 만성동 일부, 장동 일부 |
- 2019년 10월 1일 : 전주시 덕진구 동산동을 여의동으로 개칭하였다.
- 2020년 5월 15일 : 덕진구 동산동의 법정동명을 여의동2가로 변경하였다.
- 2023년 6월 30일 : 여의동 일부가 혁신동으로 편입되었다.
- 2025년 3월 10일 : 금암1동, 금암2동이 금암동으로 합동하였다.